# Amfreville-Saint-Amand
Amfreville-Saint-Amand – gmina we Francji, w regionie Normandia, w departamencie Eure. W 2013 roku liczba ludności na terenie obecnej gminy wynosiła 1209 mieszkańców. 
Gmina została utworzona 1 stycznia 2016 roku z połączenia dwóch wcześniejszych gmin: Amfreville-la-Campagne oraz Saint-Amand-des-Hautes-Terres. Siedzibą gminy została miejscowość Amfreville-la-Campagne.